# Ferocia
Ferocia est une super-vilaine créée par Marvel Comics. Elle est apparue pour la première fois dans Marvel Premiere #15, en 1974, même s'il s'agissait d'une forme animale.

## Biographie du personnage
Fera était à l'origine une simple louve. 
À la poursuite de Daniel Rand et sa mère Heather, perdus dans la neige, elle et sa meute s'aventurèrent près d'un portail mystique et se retrouvèrent dans la dimension de K'un-Lun. Heather se sacrifia en retardant la meute, et le jeune Daniel entra dans la cité de K'un-Lun, où il devint plus tard Iron Fist.
La déesse-louve de K'un-Lun donna par la suite à Fera une forme humanoïde, et le Maître Khan l'asservit grâce à une amulette. 
Khan l'envoya aider ses agents sur Terre. Elle attaqua Iron Fist chez lui, mais fut rappelée par Khan, alors qu'elle allait le tuer. Elle devint par la suite une farouche adversaire d'Iron Fist, même si ce dernier l'aida à briser le contrôle de l'amulette, lui rendant sa libre volonté.
Elle fut recrutée au sein des Fémizones, et prit le nom de Ferocia. Elle affronta Captain America et le Paladin
Un jour, la Corporation lui implanta des organes Skrulls.
On ignore ses activités actuelles.

## Pouvoirs et capacités
- Ferocia possède une agilité, une endurance et des réflexes hors du commun.
- Sa force a aussi été augmentée, lui permettant de soulever quelques tonnes.
- Ses sens sont ceux d'un animal, et son odorat est particulièrement développé. Sa vision est parfaitement adaptée à la vie nocturne.
- Sa bestialité, sa sauvagerie, ses crocs et ses griffes la rendent dangereuses au corps à corps.